# Taszár
Taszár là một thị trấn thuộc hạt Somogy, Hungary. Thị trấn này có diện tích 17,29 km², dân số năm 2010 là 2003 người, mật độ 116 người/km².